# دشمن (فیلم ۱۹۷۲)
«دشمن» (انگلیسی: Dushman) فیلمی هندی است که در سال ۱۹۷۲ منتشر شد.